# Merata Mita
Merata Mita née le 19 juin 1942, morte le 31 mai 2010 est une scénariste, réalisatrice et productrice néo-zélandaise. C'est la première cinéaste autochtone maorie et figure pionnière du cinéma maori. 

## Biographie
Merata Mita est née le 19 juin 1942 à Maketu dans la région de la Baie de l'Abondance sur l'île du Nord de la Nouvelle-Zélande. Elle est la troisième enfant sur une fratrie de neuf. Elle est élevée dans la tradition maorie rurale. Elle appartient aux iwi Ngāti Pikiao (en) et Ngāi Te Rangi (en). 
Elle enseigne au Kawerau College pendant huit ans. Elle utilise le film et la vidéo pour enseigner à ses élèves du secondaire en difficultés d'apprentissage. Beaucoup d'entre eux sont maoris et insulaires du Pacifique. Elle s'aperçoit que l'image et la vidéo rapprochent ses élèves d'une narration orale, dans laquelle ils ont l'habitude de s'exprimer à travers diverses formes comme le dessin et l'image. De cette expérience, Merata Mita développe son intérêt et sa pratique du cinéma. Merata Mita joue le rôle de Matu dans le long métrage néo-zélandais Utu (1983), réalisé par  Geoff Murphy. Elle joue également dans l'adaptation télévisée de The Protesters, écrite par Rowley Habib.   
Elle commence sa carrière de cinéaste en travaillant avec des équipes de tournage en tant que scripte. Elle découvre que des cinéastes étrangers racontent les histoires des Maoris. Elle décide alors de devenir elle-même cinéaste. Elle devient preneuse de son. Au fil du temps, elle s'implique de plus en plus dans les  équipes de tournage. Elle va passer à la réalisation. Elle va travailler pour le cinéma et la télévision.  
En 1990, elle s'installe à Hawaï et enseigne la réalisation de films documentaires à l' Université de Hawai'i-Manoa. Elle meurt subitement le 31 mai 2010, après s'être effondrée devant les studios de la télévision maorie.  

## Cinéma autochtone
Merata Mita est la première réalisatrice autochtone à écrire et réaliser un long métrage dramatique. Mauri sort sur les écrans en 1988. Le cinéaste néo-zélandais Barry Barclay (en), parle de son cinéma comme du « quatrième cinéma », c'est-à-dire un cinéma autochtone en langue maori, créé par des cinéastes autochtones, pour un public autochtone.  
À travers son travail, Merata Mita aborde les questions de la décolonisation et l'indigénisation. Elle réalise des films représentant le peuple maori et sa culture, spécialement conçus pour le public maori. Ses films encouragent les jeunes cinéastes maoris et autochtones. En 1972, elle est réalise avec Ramai Te Miha Hayward de To Love A Māori. 
En 1980, elle réalise  Bastion Point : Day 507, documentaire sur l'expulsion des Ngāti Whātua (en) de leur terre traditionnelle.  En 1983, Merata Mita réalise Patu!, un film sur les violents affrontements entre les manifestants anti-apartheid et la police lors des tournées controversées de rugby des Springboks sud-africains de 1981 en Nouvelle-Zélande. En 2001, Hotere  documente la vie et l'œuvre de l'artiste maori Ralph Hotere. Elle réalise le clip vidéo Waka pour l'artiste hip-hop Che Fu . 

## Postérité
- En 1998, Hinewehi Mohi (en) réalise Rangatira : Merata Mita – Making Waves, documentaire sur Merata Mita.

- Son fils Heperi Mita cinéaste à son tour, réalise Te Taki A Merata Mita - How Mum Decolonised The Screen [10]. En 2019, le film est présenté au Sundance Film Festival[11].

- En 2016, Sundance Institute crée la bourse Merata Mita pour promouvoir les cinéastes autochtones[12].

## Prix cinématographiques
- Prix MRAP, Festival international du film d'Amiens,  pour son documentaire, Patu!, 1983 [13]
- Meilleur film, Rimini Film Festival pour Mauri, 1989[13]
- Leo Dratfield Award for Commitment and Excellence in Documentary,  Flaherty Seminar, 1996[5]
- Mountain Award for excellence, Taos Film Festival, engagement et innovation, 1999[5]
- Making a difference Award, Creative New Zealand, pour Te Tohu Toi Ke, 2009 [14]
- Meilleur long métrage pour enfants, Asia Pacific Screen Awards, pour le film Boy, en 2010
- Meilleur réalisateur - Documentaire télévisé des Aotearoa Film and Television Awards, pour Te Whakarauora Tangata en 2011[13]

## Distinctions
- Ordre du mérite de Nouvelle-Zélande pour ses services à l'industrie cinématographique, en 2010 [15],[16]

## Films

### Rôle[17]
- Utu, 1983
- Spooked (en), 2004

### Réalisation
- Karanga Hokianga, 1979
- Bastion Point: Day 507, 1980
- The Bridge: A Story of Men in Dispute, 1982
- Patu! (en), 112 minutes, 1983
- Mauri, 101 minutes, 1988
- Mana Waka (en), 85 minutes, 1990, réalisation, son, scénario
- The Shooting of Dominick Kaiwhata, 1993
- Dread, 1996
- Te Paho, 1997
- Hotere, 82 minutes, 2001
- Te Whakarauora Tangata, 86 minutes, 2011[18]

## Émissions de télévision
- Karanga Hokianga ki o Tamariki, 1979, réalisation et production
- Koha, 1980-1981, réalisation et production
- One of those Blighters, 1982, actrice
- Loose Enz - The Protestors, actrice
- Solidarity, 1992, production
- The Magnificent Seven , 1998, réalisation
- Taku Rākau e, 2010, production

## Filmographie sur Merata Mita
- Rangatira: Merata Mita - Making Waves, 1998, réalisé par Hinewehi Mohi (en)
- Kete Aronui - Merata Mita, 2007
- Te Taki A Merata Mita - How Mum Decolonised The Screen, 2018, réalisé par Tehari Mita

## Filmographie sur le cinéma maori
- Koha - Mauri, 1987
- Kaleidoscope - NZ Cinema, the Past Decade, 1987
- Koha - Nga Pikitia Māori, 1987
- Making Utu, 1982
- Women - Māori Women in a Pākehā World, 1977
- Frontseat - Series Two, Episode 10, 2006
- 50 Years of New Zealand Television: 7 - Taonga TV, 2010
- 50 Years of New Zealand Television: 2 - The Whole World’s Watching, 2010
- 50 Years of New Zealand Television: 1 - From One Channel to One Hundred, 2010
- Hautoa Mā! The Rise of Māori Cinema, 2016